# Кобилочочка таліябуська
Кобилочочка таліябуська (Locustella portenta) — вид горобцеподібних птахів родини кобилочкових (Locustellidae). Описаний у 2020 році разом із 9 іншими новими видами та підвидами птахів, ендемічними для індонезійських островів.

## Поширення
Ендемік індонезійського острова Таліабу з архіпелагу Сула в провінції Північне Малуку. Існування Locustella portenta залишалося до 2020 року невідомим для жителів острова, так як голос цих птахів був за звучанням схожий скоріше на звуки, що видаються комахами, ніж птахами.

## Опис
Від інших видів кобилочок відрізняється унікальною вокалізацією та дрібними світлими плямами на нижній частині тіла, які найінтенсивніше локалізуються на грудях та горлі.